# راي سميث (مؤلف)
راي سميث (بالإنجليزية: Ray Smith)‏ (12 ديسمبر 1941 في كندا)؛ روائي كندي.